# La Fernandina
La Fernandina es una localidad española del municipio de La Carolina, perteneciente a la provincia de Jaén, en la comunidad autónoma de Andalucía. 

## Historia
La fundación de la localidad, que formó parte de las Nuevas Poblaciones de Sierra Morena, se ordenó en 1791 y tuvo lugar sobre una antigua venta. A mediados del siglo XIX la aldea, ya por entonces agregada al ayuntamiento de La Carolina, tenía contabilizada una población de 60 habitantes. Aparece descrita en el octavo volumen del Diccionario geográfico-estadístico-histórico de España y sus posesiones de Ultramar de Pascual Madoz de la siguiente manera:

FERNANDINA: ald. de las nuevas pobl. de Sierra Morena, agregada al ayunt. de Carolina (1 leg), part. jud. de este nombre, en la prov. de Jaen (10): sit. junto á un cerro al S. de su matriz; con 18 casas y un pozo en sus inmediaciones; prod.: cereales y aceite, ganado de cerda y vacuno; caza de conejos, liebres y perdices. pobl.: 20 vec., 60 alm. riqueza y contr. con la Carolina (V.).
(Madoz, 1847, p. 36)

En 2024 la entidad singular de población de La Fernandina tenía empadronados 54 habitantes.